# София. Я есмь.
"София. Я есмь" — независимый художественный полнометражный фильм в жанрах драмы и комедии автора сценария, продюссера и режиссера Светы Ибатуллиной. Главную роль в фильме исполнила Алиса Гребенщикова. Картина снята без государственной поддержки, финансирование осуществлялось за счет краудфандинга и личных вкладов создателей и будущих зрителей. Фильм основан на историях реальных людей. В фильме в художественной форме затрагивается тема 12 шаговых программ.

## Слоган
"Без Бога здесь никак!"

## Синопсис
Софии за 40. Она работает продавцом на рынке и живет на автопилоте - днем торгует мясом, а ночью лежит у телевизора. Друзей и близких - нет, есть только сын - Оскар, и у него в отличие от матери есть мечта стать художником.
Оскара убивают в потасовке - так София теряет единственного сына и обретает шанс выбраться из своей "застывшей" жизни, встретиться с собой настоящей. Без Бога тут никак.

## Сюжет
Софии за 40. Каждый день вынуждает Софию защищаться: сначала насилие в родительской семье, затем в своей собственной, после развод, ненавистная работа и жизнь на автопилоте. София живет с сыном-подростком. У восемнадцатилетнего Оскара, в отличие от матери, есть друзья и мечта — стать иллюстратором книг. Сын для Софии — единственная связь с реальностью, где не давят обиды и желание мстить. Звонок телефона в 3 часа ночи одним махом отключает автопилот жизни Софии, когда ей сообщают, что сына убили. Уличная драка, в которой оборвались сразу две жизни — Оскара и ее. Однако София решает дожить до суда, чтобы собственноручно расправиться с убийцей ее сына, а потом и с собой. Но у Бога на Софию оказывается свой план.
Фильм является пошаговой инструкцией о том, как пережить потерю близково и не разлюбить жизнь. Не смотря на то, что в фильме поднимается тема потери, он является светлой историкй о том, как прекрасна жизнь не смотря ни на что. 

## В ролях
- Алиса Гребенщикова — София Петшак
- Рамиль Закиров — Оскар Петшак
- Павел Коган — Олаф Левандовский
- Светлана Белова — Рита Новк
- Валерий Степанов — Давид
- Иван Лакшин — Последняя Табуретка
- Изабэлла Карсанова — N.

- Андрей Телепов — Кости

## Производство
Съёмки проходили в течение пяти лет. Фильм стал дебютным полнометражным проектом Светланы Ибатуллиной после дипломной работы «Дима. Дорогой Бох!».
Проект был профинансирован зрителями, компаниями-партнёрами и краудфандингом. Поддержку оказали «Атомстройкомплекс», студия FijiFilm, база отдыха «Илоранта», ООО «Выборгский Водоканал» и другие. Многие организации предоставили технику, площадки и помощь на безвозмездной основе.

## Саундтрек
- Animal ДжаZ — «Шаг Вдох»
- Петр Налич — «Сахарный пакет», «Йети», «Крылья»
- Группа ДДТ, Юрий Шевчук — «Фома»
- Шура — «Твори добро»

## Статьи о фильме
- Аргументы и Факты: «София. Я есмь!» Режиссёр Светлана Ибатуллина о съёмках независимого кино.
- Такие дела: Путеводитель от ненависти к жажде жизни: репортаж со съемок фильма «София. Я есмь»
- Сюжет о фильме в эфире канала НТВ: https://vimeo.com/1032351576
- Телеканал Москва 24: Интервью с Алисой Гребенщиковой о съемках в "Софии".
- Комсомольская правда: Публикация об инвесторах фильма в КП